# Hafir

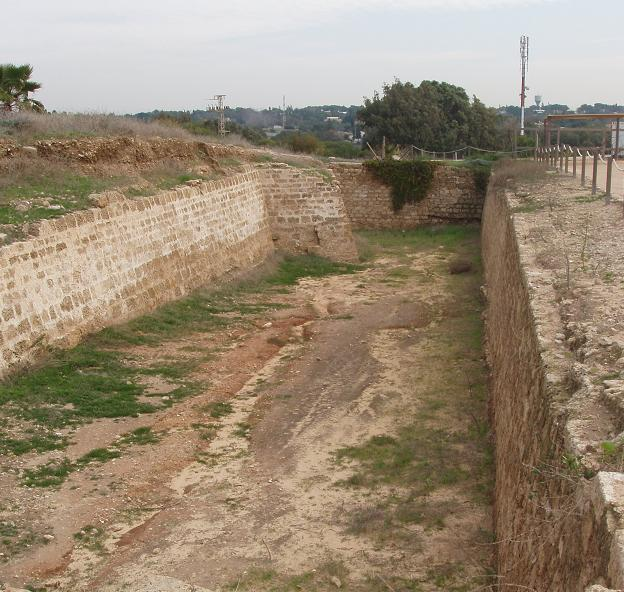
Hafir in Arsuf

Das Hafir ist ein künstlich angelegtes Wasserauffangbecken, das ab der Zeit des Reiches von Kusch im nördlichen Teil des heutigen Sudan gebaut wurde und zur Trinkwasserversorgung, zur Feldbewässerung oder als Viehtränke dient.

## Geschichte
Mehr als 800 Hafire entstanden in einem großen wasserwirtschaftlichen Bauprogramm im 3. und 2. vorchristlichen Jahrhundert. Es handelt sich um runde Becken mit einem Erdwall und einem Einlauf. Die größten Hafire erreichen einen Durchmesser von bis zu 250 Meter bei 3–4 Meter Tiefe. Sie fingen das Wasser in der Regenzeit auf, um es für einige Monate während der Trockenzeit verfügbar zu haben. Man erklärt den Bau der Hafire mit dem Versuch der wirtschaftlichen Erschließung des Hinterlandes und damit der politischen Expansion des Reiches.
Am Ufer der Hafire stellte man große Froschskulpturen auf (so in Naqa und Basa), die wohl das Wasser anlocken sollten. Die Hafire wurden oft in unmittelbarer Nachbarschaft zu den Tempelanlagen gebaut, beispielsweise beim Sonnentempel von Meroe. In Musawwarat as sufra und in Umm Usuda wurde der Zugang zum Hafir von Löwenskulpturen bewacht.

## Verwendung
Bis ins 20. Jahrhundert wurden von Hand geschaffene Hafirs zur Feldbewässerung und als Viehtränken verwendet. Im 18. Jahrhundert gab es einige Siedlungen in der Butana-Region, dem östlichen Randbereich der Nubischen Wüste, die von den Wasserstellen in den Granitfelsbergen nur unzureichend versorgt wurden und die deshalb zusätzlich einfache Hafirs mit Lehmmauern in der Ebene angelegt hatten. Zur Zeit der türkisch-ägyptischen Herrschaft wurde diese Bewässerungstechnik verbessert. Zahlreiche muslimische Westafrikaner, die Anfang des 20. Jahrhunderts auf ihrer Pilgerreise nach Mekka durch Gedaref kamen, ließen sich in dieser Region nieder. Eine weitere starke Bevölkerungszunahme erfolgte dort in der östlichen Butana nach der Fertigstellung der Eisenbahnlinie 1926, die von Sennar über Gedaref nach Port Sudan führte. In den 1920er Jahren ließ die britische Kolonialregierung neue Brunnen in den Hügeln bohren und über 40 Hafirs anlegen. Ende der 1940er Jahre wurden mit einem Bewässerungsprogramm größere Hafirs mit einem Fassungsvermögen von jeweils 15.000 Kubikmeter maschinell ausgegraben, die weiter draußen in der Ebene lagen und Wasser über Kanäle aus den Bergen zugeführt bekamen. Mit 50 dieser Hafirs wurde auf großen Feldern der mechanisierte Anbau von Sorghum ermöglicht.
Heutige Hafirs fassen zwischen 10.000 und 60.000 Kubikmeter Wasser. Die wenigsten Hafirs sind im Besitz von Einzelnen; von Hand angelegte kleinere Hafirs werden meist von Dorfgemeinschaften verwaltet und dienen der Feldbewässerung, nur die von der Regierung maschinell ausgegrabenen Hafirs sind auch für die Viehherden der Nomaden zugänglich. Bei Wasserknappheit kommt es zwischen beiden Erwerbsgruppen häufig zum Streit um Wasserrechte. Der Streit entsteht, wenn ursprünglich als Viehtränke angelegte Hafirs von Gemüsebauern eingezäunt werden, um den Viehherden den Zugang zu verwehren. Umgekehrt zertrampeln gelegentlich Viehherden Hafirs, die Eigentum der Dorfgemeinschaft sind.
Seit der Khashm el-Girba-Damm am Atbara Mitte der 1960er Jahre fertiggestellt wurde, ist überregional die Kanalbewässerung der großen Felder, auf denen nun überwiegend Baumwolle angepflanzt wird, vorrangig.